# 박명렬
박명렬(朴命烈, 1912년 7월 28일 ~ 2003년 10월 19일)은 대한민국의 독립운동가이다. 본관은 밀양(密陽), 아명은 경석(瓊奭)·재규(在圭)·건호(乾昊)·영열(英說)·명렬(明烈)이며 1918년에 명렬로 개명하였다. 호(號)는 산남(山南)·산은(汕隱)·대간(大幹)·한승(韓陞).

## 생애

### 주요 일생
충청남도 공주 출신으로 1930년 1월 공주고등보통학교 재학 시절 광주 학생 항일 운동에 긍정성 호응을 하며 집회를 벌인 공주고보생들의 동맹휴학과 아울러 반일 가두 시위 관련 주동을 주도했다는 것을 사유로 공주고보 퇴학 처분되었다. 그 후 동문 후배 김순태(金淳泰), 공주소년연맹 상임위원장 안병두(安炳斗) 등과 아울러 반전 운동을 위한 비밀결사조직을 운영하였다.
1932년 3월 5일 공주 사립 영명고등보통학교(永明高等普通學校)를 비롯한 공주 읍내 곳곳에 반전 벽보를 붙이고 격문 등의 투서를 뿌렸다. 동년 3월 10일 다른 4명의 동지들과 함께 체포되어 동년 12월 20일 공주지방법원에서 치안유지법 위반 관련 유죄 판결을 받고 1933년 2월 16일 경성복심법원에서 징역 2년, 집행유예 5년의 형이 확정되기까지 약 11개월여의 옥고를 치렀다. 이후로도 충청남도 공주 향리에서 독서회를 조직하여 반일 사상 관련을 고취하다가 1935년 7월 2일 체포되어 한 달여 동안 조사를 받고 경성지방법원 검사국의 예심(豫審)에서 기소유예 석방 조치 처분되어 동년 12월, 중화민국 허베이성 베이핑에 망명하였고 1936년 1월 이후 쓰촨성 충칭에서 대한민국 임시정부 내무부 행정비서요원직을 지냈다.
이후 1947년 대한민국에 귀국하여 1947년에서 1953년까지 한국독립당 초급행정위원을 역임하였으며 1955년에서 1958년까지 자유당 원내상임행정위원을 잠시 지내었고, 1966년에서 1967년까지 민주공화당 전임위원을 잠시 지냈으며, 1996년 새정치국민회의 행정특임고문촉탁위원을 잠시 지냄과 1997년 자유민주연합 행정특임고문을 잠시 지낸 것 이외에는 대부분을 일생을 야인으로 지냈다.
2000년 12월 이후에는 3년간을 만성 당뇨병 투병하다가 2003년 10월 19일 향년 92세로 별세하였다.

## 학력
- 1930년 충청남도 공주고등보통학교 중퇴(이후 1986년 공주고등학교 명예 졸업)

## 국가 수훈
- 대한민국 정부에서는 그의 공훈을 기리어 1993년 3월 1일 건국포장을 수여하였다.